# 引廻し

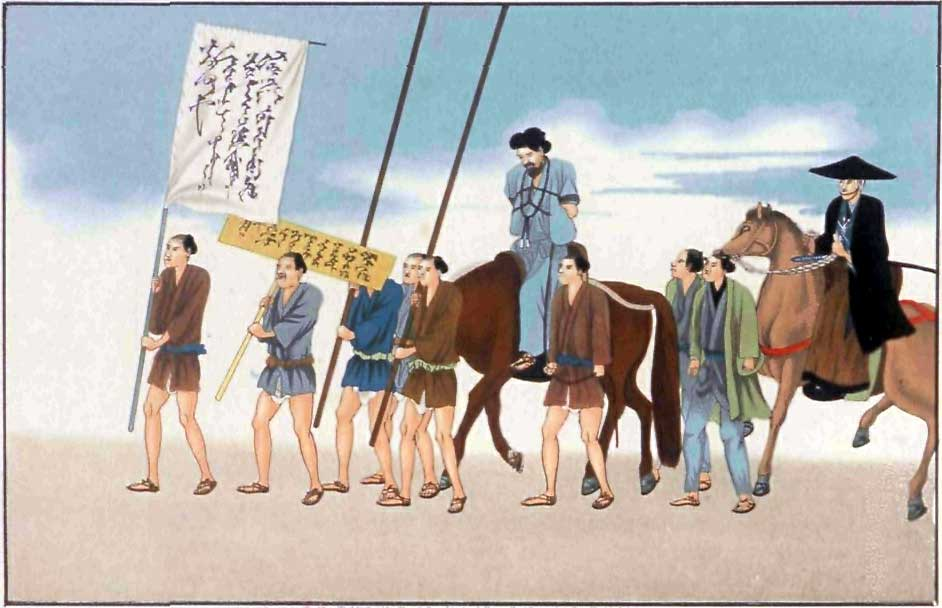
市中引き回し（『日本の礼儀と習慣のスケッチ』より、1867年出版）

引廻し（ひきまわし）は、江戸時代の日本で行われた刑罰で、死刑囚を馬に乗せ、罪状を書いた捨札や刑吏と共に刑場まで公開で連行していく制度である。時代劇などでは「市中引き回し」と呼ばれることも多い。
引廻しは死罪以上の判決を受けた罪人が受ける付加刑であり、単独の刑罰ではない。受刑者を馬や車に乗せ、罪状の告知文とともに市中を行進させることは、日本のみならずかつては世界で広く見られた。目的刑論の立場からは、受刑者は処刑されるだけでなく、処刑を公衆に見せる必要があるからである。
江戸においては、刑が確定した罪人は伝馬町牢屋敷から出されたあと、縄で縛られて馬に乗せられる。罪人は菰を敷いた鞍の上に乗せられ、乗馬に耐えられない場合はもっこで担われることもあった。引廻しの行列には乗馬の南北町奉行所の与力が検使として2人連れ立ち、氏名罪状が書かれた木の捨札や紙で出来た幟、槍や捕具（刺股）を持った非人・谷の者が周りを固め、江戸市中を辿った。

## 罪状例
- 強盗殺人
- 金品を伴った貰い子の遺棄
- 雇い主の親類の殺害
- 妻の不義密通
- 名主の殺害
- 地主の殺害
- 毒薬の販売
- 秤の不正
- 枡の不正
- 公私文書偽造
- 身体障害者への強盗殺人
- 既婚女性との不義密通
- 舅、伯父、伯母、兄、姉の殺人

## 行程
江戸市中の引廻しには道のりが二つあった。
一つは伝馬町牢屋敷裏門から、江戸城の周りを一周し、牢屋敷に戻って処刑が行われる「江戸中引廻」。小伝馬町から小船町、荒和布（あらめ）橋、江戸橋を渡り、海賊橋より、八丁堀、北紺屋町、南伝馬町、京橋を渡り、芝車町で引き返す。赤羽橋を渡り、飯倉、溜池、赤坂、四谷御門外、市ヶ谷御門外、牛込御門外、小石川御門外を通り、水戸屋敷脇より壱岐坂を上り、本郷春木町、湯島切通、上野山下、浅草寺雷門前、浅草今戸町で引返し、蔵前、馬喰町、牢屋敷裏門に戻る。
もう一つは伝馬町牢屋敷から江戸城の外郭にある日本橋、赤坂御門（赤坂見附駅付近）、四谷御門（四ツ谷駅付近）、筋違橋（現在の万世橋近くにあった橋）、両国橋を巡り、当時の刑場である小塚原や鈴ヶ森に至る「五ヶ所引廻」。各場所と刑場には罪人の氏名、年齢、罪状が書かれた捨札が掲げられていた（すなわち6つの捨札が立つことになる）。
経路の選定は、五ヶ所引廻の方が最終的に受ける刑罰が厳しいため（牢屋敷で行われる刑罰は獄門が最高刑であり、当時の極刑である火罪や磔は刑場で行われた）、罪状の軽重で決められていたようである。

## 実態
期間と場所が限定されるが、江戸と大阪町奉行が管轄していた地域内では、以下の表のように引廻しが行われた。
| 場所       | 年                                                                      | 死刑執行 総計 | 引廻しが付加された死刑 | 引廻しが付加された死刑 | 引廻しが付加された死刑 | 引廻しが付加された死刑 | 引廻しが付加された死刑 | 引廻付加率 （%） | 江戸中引廻 （獄門+死罪） | 五ヶ所引廻 （磔+火罪） |
| 場所       | 年                                                                      | 死刑執行 総計 | 磔                     | 火罪                   | 獄門                   | 死罪                   | 総計                   | 引廻付加率 （%） | 江戸中引廻 （獄門+死罪） | 五ヶ所引廻 （磔+火罪） |
| ---------- | ----------------------------------------------------------------------- | ------------- | ---------------------- | ---------------------- | ---------------------- | ---------------------- | ---------------------- | ---------------- | ------------------------ | ---------------------- |
| 江戸       | 1862年（文久2年） - 1865年（慶応元年）（1865（慶応元年）1 - 4月は除く） | 427           | 5                      | 10                     | 16                     | 50                     | 81                     | 19.0             | 66                       | 15                     |
| 大坂町奉行 | 1781年（天明2年） - 1785年（天明5年）                                   | 230           | 1                      | 6                      | 30                     | 19                     | 56                     | 24.3             | --                       | --                     |

表の引廻付加率より、全死刑執行のうち、引廻しがされた割合は2割前後であり、すべての死刑に付加されたわけではない。また江戸においては、執行された死刑の約96%が獄門（全体の約28%）と死罪（全体の約67%）であったため、引廻しが付加された死刑の約8割は江戸中引廻であった。ただし獄門の場合、牢屋敷にて斬首後、刑場にて3日2晩、晒し首にされた。

### 廃止
1869年（明治2年）7月8日に出された刑法官指令により、鋸挽き・晒と共に廃止された。ただし記録上では1870年（明治3年）5月27日に381両分の二分金及び太政官札・民部省札25両分の偽造通貨を製造し売ったこと及び5両分の偽造民部省札を製造し使用した罪で久右衛門が引廻しの上梟首（獄門）されるまで、続いている。

## 備考
- 引廻しは1日がかりの行程であり、それに加えて実行側も気分の良いものではないため、あまり進んで参加しようとする者（実行側）はいなかったと言われている。（五ヶ所引廻では約20kmに及ぶ）また死出の旅ということで罪人には金が渡され、求めに応じて道中酒を買わせたり、煙草を買わせたりした。しかし小石川の商家の前を通ったとき、路上の見物人の中に赤ん坊に授乳している婦人がおり「あの乳が飲みたい」と罪人が所望した。検視役人は婦人に命じてその願いを叶えてやったが、それ以後この制度は行われなくなった[17][18]。
- 引廻しは、知名度の高い罪人が処される時にはさながら庶民の見世物と化し、罪人が貧相な風体をしていると江戸市民の反感を買いかねないため、それを嫌った幕府は引き回しの時に調度を整えさせた。例えば鼠小僧は美しい着物を身に付け、薄化粧をして口紅まで注していたという[要出典]。
- 罪人にも同情すべき点がある場合、引廻しの時に使われた紙幟を被害者である店の主人に下げ渡す「幟あずけ」と呼ばれる不文律の懲戒処分が行われた。幟を捨てることは許されず、毎年一回罪人の命日に与力が「幟しらべ」と呼ばれる確認にやってきた。そうなるとその店には客が寄り付かず、多くの店は幟あずけをされると破産したという[19]。

## 引廻しを受けた主な人物
- 田舎小僧 - 伝馬町から小塚原刑場（獄門）
- 鬼坊主清吉 - 伝馬町から小塚原刑場（獄門）
- 鼠小僧 - 伝馬町から小塚原刑場（獄門）
- 八百屋お七 - 伝馬町から鈴が森刑場（火刑）
- 白子屋お熊 -  伝馬町から鈴が森刑場（獄門）
- 真秀[20]-伝馬町から小塚原刑場（火刑）